# Katarzyna Szwedzka
Katarzyna Szwedzka, Katarzyna z Vadsteny, Katarzyna Ulfsdotter, (ur. ok. 1331 – zm. 24 marca 1381 w Vadstenie) – szwedzka zakonnica katolicka, brygidka, córka św. Brygidy Szwedzkiej. Podobnie jak matka, uznawana przez Kościół katolicki za świętą. 

## Żywot świętej
Katarzyna z Vadsteny urodziła się w Szwecji, jako druga córka Ulfa Gudmarssona oraz św. Brygidy Szwedzkiej. W młodym wieku (około 13 lat) została wydana za rycerza Egarda Lyderssona von Kyren. Pod wpływem ówczesnych związanych z dziewictwem ideałów duchowych przekonała ona swojego męża, aby zachował jej dziewictwo.
W roku 1349, św. Brygida wyruszyła w długo oczekiwaną pielgrzymkę do Rzymu. W rok później podążyła za nią Katarzyna. Niedługo potem przyszła wieść, że mąż Katarzyny zmarł. Brygida i Katarzyna w Rzymie prowadziły życie zbliżone do klasztornego, pozostając w ubóstwie i spędzając czas na wspólnej modlitwie. Według niektórych źródeł Katarzyna jest autorką religijnej księgi zatytułowanej "Siælinna tröst" lub też Själens tröst (pol. "Pocieszenie duszy"). Zachowała się kopia tej księgi z roku 1407. Po śmierci Brygidy w roku 1373, Katarzyna przywiozła do Szwecji szczątki swojej matki. W roku 1375 Katarzyna powróciła do Rzymu, aby doprowadzić do końca zatwierdzenie reguły brygidek oraz pomagać w procesie kanonizacyjnym jej matki.
Podobnie jak jej matka, Katarzyna miała doznawać objawień. Przez ostatnie lata życia w Vadstenie Katarzyna była bardzo ciężko chora. Zmarła 24 marca 1381 roku. Uroczystości pogrzebowe nad jej ciałem prowadziło trzech biskupów, nad jej grobem zaś widziano jakoby wiele ponadnaturalnych znaków.

## Kult
Papież Innocenty VIII w roku 1484 zatwierdził kult Katarzyny w Szwecji. Uroczyste złożenie zwłok w relikwiarzu miało miejsce w Vadstenie 1 sierpnia 1489. W związku jednak z dominacją protestantyzmu w Szwecji, relikwie te bezpowrotnie zaginęły.
Patronat
Jest patronką Szwecji, ludzi dotkniętych niepowodzeniami, ochrony przed aborcją oraz poronieniem.
Dzień obchodów
Wspomnienie liturgiczne obchodzone jest 24 marca, w Szwecji natomiast obchody przypadają 2 sierpnia.
Ikonografia
W ikonografii święta Katarzyna jest zwykle przedstawiana z łanią u boku, która według podań pomogła jej zachować dziewictwo, gdy pożądliwi młodzieńcy usiłowali ją go pozbawić. Bywa przedstawiana z kielichem w dłoni.